# Alpine A500
Chronologie des modèles (1975-1976)
Alpine A350 Renault RS01
L'Alpine A500 est une monoplace de Formule 1 conçue par l'ingénieur André de Cortanze pour le compte du constructeur français Alpine. Équipée d'un moteur V6 turbocompressé Renault-Gordini, l'A500 a été testée par le Français Jean-Pierre Jabouille sur de nombreux circuits, notamment à Dijon-Prenois et à Jarama, mais n'a jamais couru en compétition.

## Historique
L'A500 connaît, lors des essais, de nombreux problèmes causés par un temps de réponse du turbo trop lent, puis à de nombreuses casses moteur à cause de la chaleur engendrée par les modifications apportées pour l'améliorer. En 1976, Renault fusionne ses filiales, Alpine et Gordini, pour donner naissance à Renault Sport, qui se sert de l'A500 comme base pour la Renault RS01, première monoplace de Formule 1 de l'histoire équipée d'un moteur turbocompressé à être engagée en championnat en 1977.